# 플리
플리(Flea, 1962년 10월 16일 ~ )는 오스트레일리아와 미국의 베이시스트 및 배우로, 록 밴드 레드 핫 칠리 페퍼스의 일원이다.

## 출연 작품

### 영화
- 아웃사이더 (1983)
- 해리와 아치 (1986, Tough Guys)
- 회색 도시 (1987)
- 백 투 더 퓨처 2 (1989)
- 백 투 더 퓨처 3 (1990)
- 아이다호 (1991)
- 시한폭탄 같은 남자 (1994)
- 위대한 레보스키 (1998)
- 라스베가스의 공포와 혐오 (1998)
- 싸이코 (1998)
- 쏜베리의 가족 탐험대 - 극장판 (2002)
- 야!러그래츠: 무인도 대모험 (2003)
- 인사이드 아웃 (2015) - 목소리
- 라일리의 첫번째 데이트? (2015) - 목소리
- 송 투 송 (2017)
- 베이비 드라이버 (2017)
- 퍼블릭 이미지 리미티드 이즈 로튼 (2017)
- 보이 이레이즈드 (2017)
- 퀸 앤 슬림 (2019)
- 토이 스토리 4 (2019) - 목소리
- 악어소년 알로 (2021) - 목소리
- 바빌론 (2022)
- 인사이드 아웃 2 (2024) - 제이크 (목소리)

### 텔레비전
- 심슨 가족 (1993)
- MADtv (2000)
- 지미 키멀 라이브! (2003)
- 댄싱 위드 더 스타 (2006)
- 새터데이 나이트 라이브 (2006)
- 더 데일리 쇼 (2013)
- 아메리칸 대드! (2015)
- 패밀리 가이 (2017)
- 오비완 케노비 (2022)